# جب الصفا (الكسوة)
جب الصفا قرية سوريّة تتبع إداريّاً لمحافظة ريف دمشق منطقة مركز ريف دمشق ناحية الكسوة، بلغ تعداد سكانها 2,499 نسمة حسب التعداد السكاني لعام 2004.